# Charles Muneria
Charles Muneria (10 febbraio 1996) è un maratoneta e mezzofondista keniota.

## Palmarès
| Anno | Manifestazione     | Sede  | Evento        | Risultato | Prestazione | Note |
| ---- | ------------------ | ----- | ------------- | --------- | ----------- | ---- |
| 2019 | Giochi panafricani | Rabat | 10000 m piani | dnf       | dnf         |      |

## Campionati nazionali
2016
- Argento ai campionati kenioti, 10000 m piani - 27'54"6

2022
- 6º ai campionati kenioti, 10000 m piani - 28'44"45

## Altre competizioni internazionali
2016
- Bronzo alla Mezza maratona di Cardiff ( Cardiff) - 1h01'35"

2019
- 12º al Bauhaus Galan ( Stoccolma), 10000 m piani - 28'13"91
- 18º alla Mezza maratona di Valencia ( Valencia) - 1h01'23"

2021
- 5º alla Mezza maratona di Parigi ( Parigi) - 1h01'10"
- 5º al Giro al Sas ( Trento) - 29'08"

2022
- 18º alla Maratona di Amsterdam ( Amsterdam) - 2h10'41"